# Melalgus batillus
Melalgus batillus är en skalbaggsart som först beskrevs av Pierre Lesne 1902.  Melalgus batillus ingår i släktet Melalgus och familjen kapuschongbaggar. Inga underarter finns listade i Catalogue of Life.

## Bildgalleri

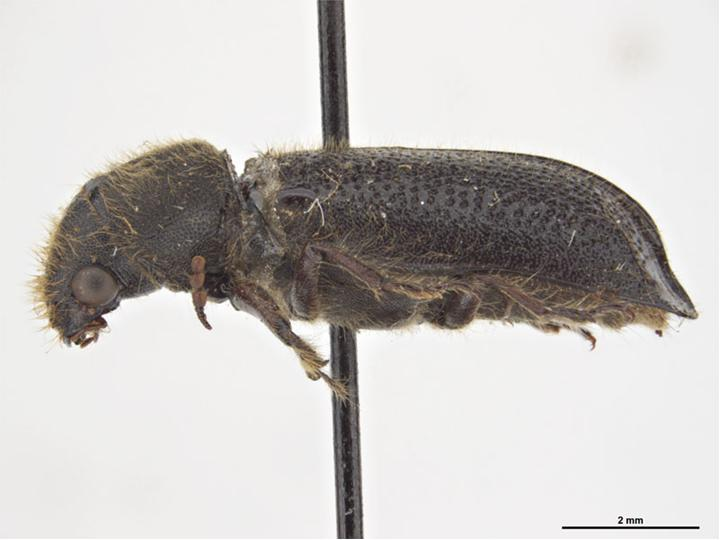